# 히치 하이커 (1953년 영화)
히치 하이커(The Hitch-Hiker)는 미국에서 제작된 이다 루피노 감독의 1953년 범죄, 느와르, 스릴러 영화이다.
이 영화는 문화적, 역사적, 미적 중요성으로 인해 미국 의회도서관에 의해 미국 국립영화등기부의 보존물로 선정되었다.

## 같이 보기
- 힛처